# Rise of the Triad
Rise of the Triad (ROTT) is een first-person shooter, ontwikkeld en uitgegeven door Apogee Software in 1994. Een remake van het spel werd ontwikkeld door Interceptor Entertainment in 2013.

## Spel
Rise of the Triad is een typisch spel uit de begindagen van het first-person shootergenre. Het doel is om te overleven, zoveel mogelijk vijanden om te brengen, sleutels verzamelen, en het eind van het veld te halen.
De speler kan kiezen uit vijf verschillende personages met elk unieke eigenschappen. Dit zijn Taradino Cassatt, Thi Barrett, Lorelei Ni, Doug Wendt, en Ian Paul Freeley. In het spel zijn vier eindbazen die verslagen moeten worden om verder te komen. In totaal zijn er 13 wapens waaruit gekozen kan worden.
Een belangrijk element in het spel zijn de obstakels waarmee de speler in contact kan komen. Deze gevaren variëren in de hoeveelheid schade die ze aanrichten. Verder zijn er meerdere objecten die vernietigd kunnen worden. De meeste objecten dienen geen rol, zoals ornamenten of planten, maar sommige kunnen een geheime deur blootstellen.

### Multiplayer
Het multiplayer-gedeelte is opmerkelijk voor de tijd waarin het spel uitkwam. Er kunnen in totaal acht spelers tegelijk spelen in hetzelfde veld. Er zijn negen multiplayer-uitvoeringen waarin verschillende spelsituaties zijn verwerkt, zoals in teamverband of tegen elkaar strijden.

## Verhaal
Een speciaal team van agenten, genaamd HUNT, wordt op een missie naar het San Nicolas-eiland gestuurd om een serie dodelijke gebeurtenissen te onderzoeken die op het eiland plaatsvinden. De boot die hen terug kan leiden wordt vernietigd door een patrouille, en het team is genoodzaakt zich een weg te vechten naar het klooster op het eiland, om voorgoed een einde te maken aan de cultus.

## Ontwikkeling
Rise of the Triad begon als een opvolger voor Wolfenstein 3D. De werktitel van het spel was dan ook Wolfenstein 3D: Rise of the Triad, en zou dezelfde engine gebruiken als Wolfenstein 3D met nieuwe velden en personages. Tijdens de ontwikkeling van het spel werd projectleider Scott Miller geïnformeerd dat het project was geannuleerd. Om toch zoveel mogelijk bronnen te gebruiken herschreef regisseur en ontwerper Tom Hall het verhaal.
De engine is gebaseerd op een aangepaste variant van de Wolfenstein 3D-engine. Rise of the Triad pionierde eigenschappen die later werden teruggevonden in vele andere spellen, zoals panoramische luchten, gesimuleerde dynamische belichting, mist, kogelgaten, breekbaar glas, en verticaal veldontwerp.

### Broncode
De broncode van het spel werd eind 2002 via een GNU General Public License vrijgegeven. Fans van het spel gingen het porten naar andere systemen zoals AmigaOS, Linux, Mac OS, Xbox, Dreamcast, PlayStation Portable, Nintendo DS, en 32 bit-versies voor Windows.